# Dharoti Khurd
Dharoti Khurd é uma vila no distrito de Ghaziabad, no estado indiano de Uttar Pradesh.

## Demografia
Segundo o censo de 2001, Dharoti Khurd tinha uma população de 34,015 habitantes. Os indivíduos do sexo masculino constituem 54% da população e os do sexo feminino 46%. Dharoti Khurd tem uma taxa de literacia de 58%, inferior à média nacional de 59.5%: a literacia no sexo masculino é de 67% e no sexo feminino é de 47%. Em Dharoti Khurd, 17% da população está abaixo dos 6 anos de idade.